# Heights of Brae
 Der Orkney-Cromarty-Cairn (OC) Heights of Brae liegt nordwestlich von Dingwall in den Highlands in Schottland.
Der Orkney-Cromarty-Typ ist eine spezifische Form der megalithischen Stalled cairns, die zu den Passage Tombs gehören.
Das Cairnmaterial wurde entfernt, aber eine leichte Böschung, aus der mehrere Steine um die Hügelreste ragen, stellt wahrscheinlich seinen Durchmesser von ungefähr 28 Meter dar.
Die neolithische Megalithanlage wurde zwischen 4000 und 2000 v. Chr. errichtet.
In der Nähe liegt der Orkney-Cromarty-Cairn Balnacrae.